# Stuckenbergina
Stuckenbergina är ett släkte av tvåvingar. Stuckenbergina ingår i familjen bromsar.
Kladogram enligt Catalogue of Life:
| Stuckenbergina | \| \| Stuckenbergina africana \| \| \| \| \| \| Stuckenbergina callani \| \| \| \| |
|                | \| \| Stuckenbergina africana \| \| \| \| \| \| Stuckenbergina callani \| \| \| \| |
|                | Stuckenbergina africana                                                            |
|                |                                                                                    |
|                | Stuckenbergina callani                                                             |
|                |                                                                                    |